# へら絞り

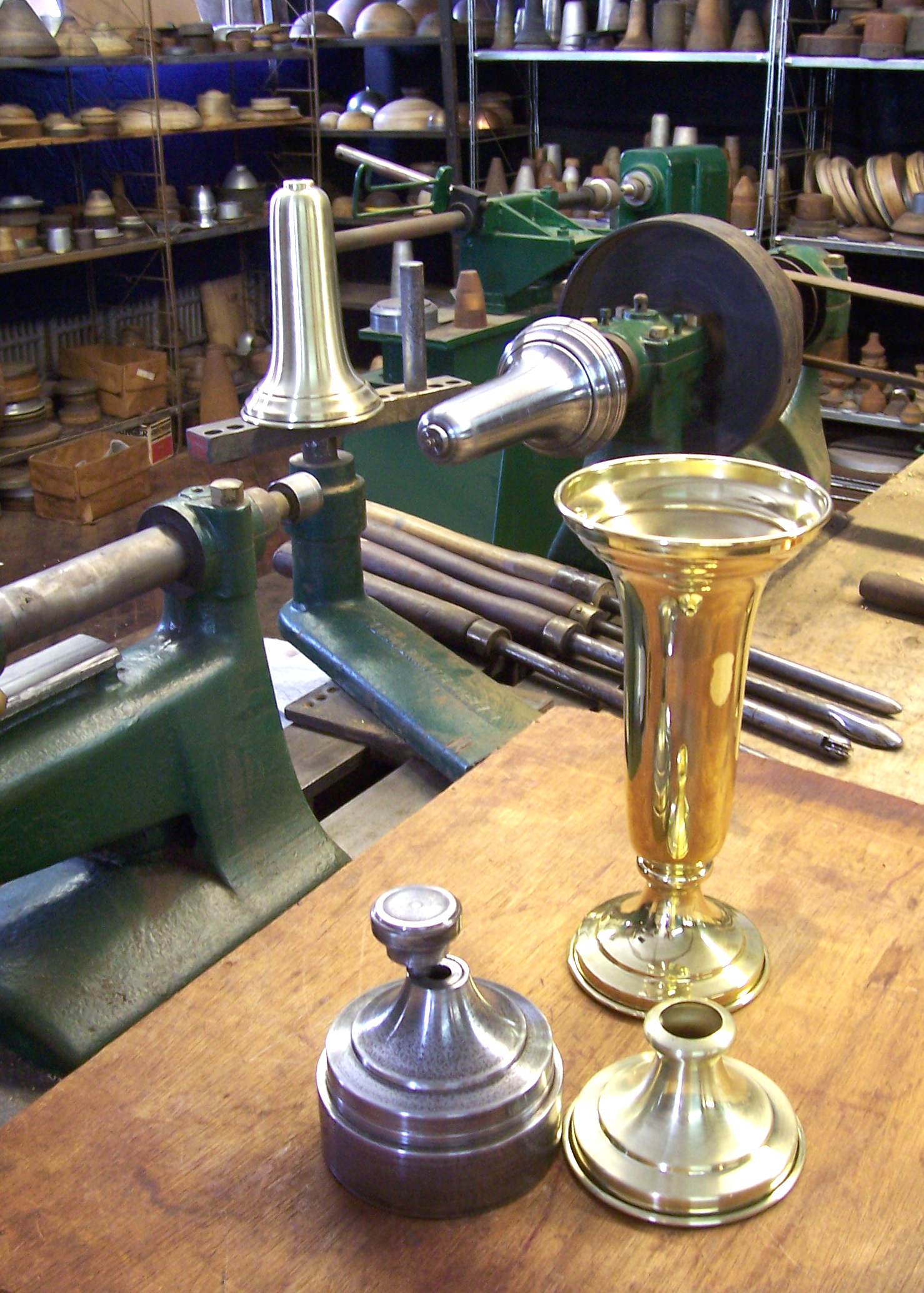
手作業で制作された花瓶。旋盤の心棒に付いているのがマンドレルであり、花瓶の主要部となる。隣りは抜いた物。手前は台座のマンドレル。製品の後ろに見えるのが鉄板を押すのに使われるヘラ棒。

へら絞り（へらしぼり、へら鉸り）は、平面状あるいは円筒状の金属板を回転させながらへらと呼ばれる棒を押し当てて少しずつ変形させる塑性加工の手法である。絞りスピニング加工、へら押しとも呼ばれる。
板状素材を回転させながら加工するスピニング加工の一種であり、板厚を一定にしながら変形させる絞り加工の一種でもある。プレス加工では雄型と雌型を必要とするのに対し、雄型のみで加工を行うことができ多品種少量生産に適している。作業者の熟練度によってはプレス加工よりも高い厚み精度を実現することができる。一方で、座屈や破断が発生しやすいため難易度の高い加工法である。

## 加工方法
素材をマンドレルと呼ばれる型の先端に取り付け、1分間あたり数回転から3500回転で回転させる。型は金属製あるいは木製であり、完成品の開口部が狭い場合には割型が用いられる。回転する板にへらあるいはローラーを押しつけ回転中心から外側へ向かって型に沿うように少しずつ変形させる。へらは材質として工具鋼が用いられ先端部には焼入れが施されている。素材とへらとの接点はグリース等で潤滑させる。表裏から2つのへらを当てることもある。
板厚が大きい場合、あるいはモリブデンやチタンなど難加工素材を加工する場合には板を加熱しながら加工することもある。加工可能な板厚はステンレス鋼で3ミリメートル以下、アルミニウムで6ミリメートル以下である。大きく変形させるためには複数回にわたって少しずつ変形させる必要がある。必要に応じて焼きなましが施される。

## 用途
回転体の加工に適しており、鍋、やかん、鈴、擬宝珠などの加工に用いられてきた。量産性の高いプレス加工に取って代わられた分野も多いが、航空機のノーズコーン、宇宙ロケットのペイロードフェアリング、パラボラアンテナなどの大型製品、少量生産製品、高精度製品の加工には依然として用いられる。

## 熟練
へらに伝わる感触で素材の変形状態を確認し、へらに加える力を加減しながら加工する必要があることから機械化は難しく、専ら熟練工の人力によって加工が行われる。大型製品の加工においては5-6名の熟練工が力を合わせてへらを操作することもある。製品や熟練度によっては型を用いずに加工することも可能である。一部では機械化も進められているが、加工条件の設定などにおいて熟練工の存在は不可欠である。